# Homalothecium appressifolium
Homalothecium appressifolium là một loài Rêu trong họ Brachytheciaceae. Loài này được (R.S. Williams) Broth. mô tả khoa học đầu tiên năm 1925.